# 外国為替先物取引
外国為替先物取引（がいこくかわせさきものとりひき,  英: FX futures）または通貨先物取引（つうかさきものとりひき, 英: currency futures）とは、外国為替の先物取引 。
しばしば混同されがちであるが、いわゆるFX取引（外国為替証拠金取引）ではない。金融機関などが為替予約などのリスクヘッジを目的として参加する市場取引であり、米国のシカゴ・マーカンタイル取引所 (CME) などで扱われている。日本では、大阪取引所が国内初の円建て通貨先物を上場し、2026年４月13日から取引を開始する予定である。限月は基本的には 3・6・9・12月だが、一部は毎月設定されているものの、3・6・9・12月に出来高は集中している。
外国為替先物取引は、取引所（市場）で行う定型的な取引で、受渡日 (英: delivery date) や取引単位が決まっている。また、証拠金取引の先物取引であるため、レバレッジをかけられるほか、売りポジションから始めることもできる。

## 沿革
1971年12月にシカゴ・マーカンタイル取引所は国際金融市場 (IMM: International Monetary Market) という部署を作り、1972年5月16日より外国為替先物の取り扱いを開始した。ブレトン・ウッズ体制が終了し、1971年12月のスミソニアン協定により為替相場が変化するようになり、1973年より固定相場制から変動相場制に移行した時代である。IMM という部署は1986年に廃止された。
米国商品先物取引委員会 (CFTC) は、毎週火曜日の取引終了後の建て玉数を集計して金曜日15時30分 (東部標準時) に公表している。その中のシカゴ筋ポジションと呼ばれる大口投資家（Reportable Positions）の非商業（Non-Commercial）つまり投機筋の建て玉の変化が注目される。
2025年5月23日、日本取引所グループの大阪取引所は、日経225先物や金先物等の取引を通じて発生する為替リスクのヘッジまで含めてワンストップで取引したい海外の機関投資家のニーズに応え、米ドル/日本円先物、中国オフショア人民元/日本円先物、ユーロ/日本円先物の3商品を上場すると発表した。

## 用語
満期日 (英: maturity date) にあたる 3・6・9・12月の第3水曜日は、IMMデート (IMM date) と呼ばれる。
日本では現在でも、歴史的経緯から、シカゴ・マーカンタイル取引所の外国為替先物は IMM通貨先物、上場されている外国為替先物のポジション (建て玉) の残高は IMMポジションと呼ばれる。

## 用途

### ヘッジ
投資家は、先物取引を、為替リスクへのヘッジとして利用できる。
外国為替先物取引は「受渡日まで通貨 A を借り、通貨 A から通貨 B に両替し、清算日まで通貨 B を貸し出す」金融商品。「受渡日に通貨 A を支払通貨 B が手に入る」ので、通貨 B の為替予約となっている。為替変動リスクへのヘッジとして利用でき、ポジションを持った後に発生するスワップポイントの不確実性もヘッジできる。
リテールFXは外国為替証拠金取引であり為替変動リスクへのヘッジとして利用できるが、ポジションを持った後に発生するスワップポイントの不確実性はヘッジできない。
なお、金利の不確実性だけをヘッジする取引として金利先物取引がある。また、「通貨 A の借入を行い、通貨 A から通貨 B に両替し、通貨 B が必要になる日まで通貨 B の国債で運用する」と、為替相場変動と金利変動の両リスクをヘッジでき、外国為替先物取引と同様となる。
表にまとめると以下のようになる。
|                        | 為替変動リスクヘッジ | 金利変動リスクヘッジ |
| ---------------------- | -------------------- | -------------------- |
| 外国為替先物取引       | ○                    | ○                    |
| 外国為替証拠金取引     | ○                    | ×                    |
| 金利先物取引           | ×                    | ○                    |
| 借入 → 両替 → 国債運用 | ○                    | ○                    |

### 投機
外国為替先物取引は、リスクを負いつつ、上昇または下落する為替レートから利益を得るための投機として利用できる。

## 銘柄
下記はシカゴ・マーカンタイル取引所の取引銘柄の一例で主要な通貨は一通り扱われている。全て米ドル相手との外国為替である。
全て現物決済による証拠金取引。立会時間は 18:00 ～ 翌17:00（東部標準時）。
| 銘柄                      | 取引単位                 | 呼値の単位 | 取引所 |
| ------------------------- | ------------------------ | ---------- | ------ |
| Japanese Yen Futures      | 1,250万円                | 0.0000005  | CME    |
| Euro FX Futures           | 125,000ユーロ            | 0.00005    | CME    |
| British Pound Futures     | 62,500ポンド             | 0.0001     | CME    |
| Swiss Franc Futures       | 125,000スイス・フラン    | 0.00005    | CME    |
| Australian Dollar Futures | 10万オーストラリア・ドル | 0.00005    | CME    |

## 算定式
先物価格の算定式は、株価指数先物取引の場合、現物と先物の裁定取引を行った際に利益が出ないという制約条件（無裁定価格理論）から、以下のようになる。
```
先物価格 = 現物価格 - 配当分 + 金利分
```

外国為替先物取引も同様に、シカゴ・マーカンタイル取引所で扱われている対ドルの場合は、以下の算定式となる。
```
先物相場 (フューチャーレート) = 直物相場 (スポットレート) - 当該通貨の金利分 + 米ドルの金利分
```

## 外国為替オプション取引
外国為替オプション取引（がいこくかわせオプションとりひき、英: FX options）あるいは通貨オプション（英: currency options）は、外国為替のオプション取引。オプションを買うことにより、オプション料を対価に為替レートに対して保険をかけることができて、所定のレート以上に値上がりまたは値下がりした時に発生する損失を回避できる。オプションの売りは投機筋およびマーケットメーカー用。
シカゴ・マーカンタイル取引所などが、外国為替のオプション取引の市場を提供している。店頭デリバティブ取引として提供している金融機関もある。金融機関によっては、オプションの買いのみを提供していて、オプションの売りは提供していない場合もある。

## 参照
1. ↑  通貨先物取引 | みずほ証券 ファイナンス用語集
2. ↑  FX Futures and Options - CME Group
3. 1 2  “大阪取引所、国内初の円先物上場へ 海外投資家もワンストップで取引”. 日本経済新聞 (2025年5月23日). 2025年6月24日閲覧。
4. 1 2  “通貨先物の上場について”. 日本取引所グループ. 2025年6月24日閲覧。
5. ↑  Evolution Of The International Monetary Market - Leo Melamed
6. ↑  Timeline of CME Achievements
7. ↑  History of FX at CME Group
8. ↑  Commitments of Traders | CFTC
9. ↑  「シカゴ筋ポジション」為替相場情報 FOREX WATCHER
10. ↑  「ＩＭＭポジション」外為どっとコム
11. ↑  通貨オプション取引便覧 - CME Group
12. ↑  Japanese Yen Futures Contract Specs - CME Group
13. ↑  Euro FX Futures Contract Specs - CME Group
14. ↑  British Pound Futures Contract Specs - CME Group
15. ↑  Swiss Franc Futures Contract Specs - CME Group
16. ↑  Australian Dollar Futures Contract Specs - CME Group
17. ↑  3-5 オプション取引活用の例 ─ 3 オプション取引 ─ やさしいデリバティブ｜知るぽると
18. ↑  Welcome to CME FX Options on Futures